# Denise Bauer

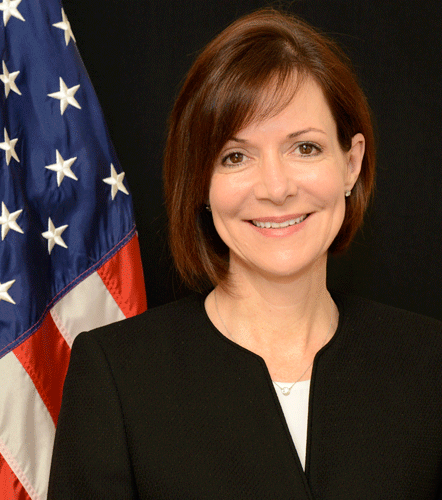
Denise Bauer

Denise Bauer (30 januari 1964) is een Amerikaanse zakenvrouw en voormalig ambassadeur van de Verenigde Staten in België.

## Biografie
Bauer is een Bachelor of Arts van Occidental College. Ze werd in 1985 een redacteur en producer bij KCBS-TV News. Ze werkte van 1988 tot 1990 bij de VS-redactie van het Australische Nine Network, waarna ze een tijd als zelfstandig film- en videoproducent actief was. Van 1993 tot 1994 werkte ze als woordvoerder van het Rode Kruis in San Francisco. Nadien was ze onder meer Vice President van de raad van bestuur van de Belvedere Community Foundation, een charitatieve organisatie in Belvedere.

## Democraat

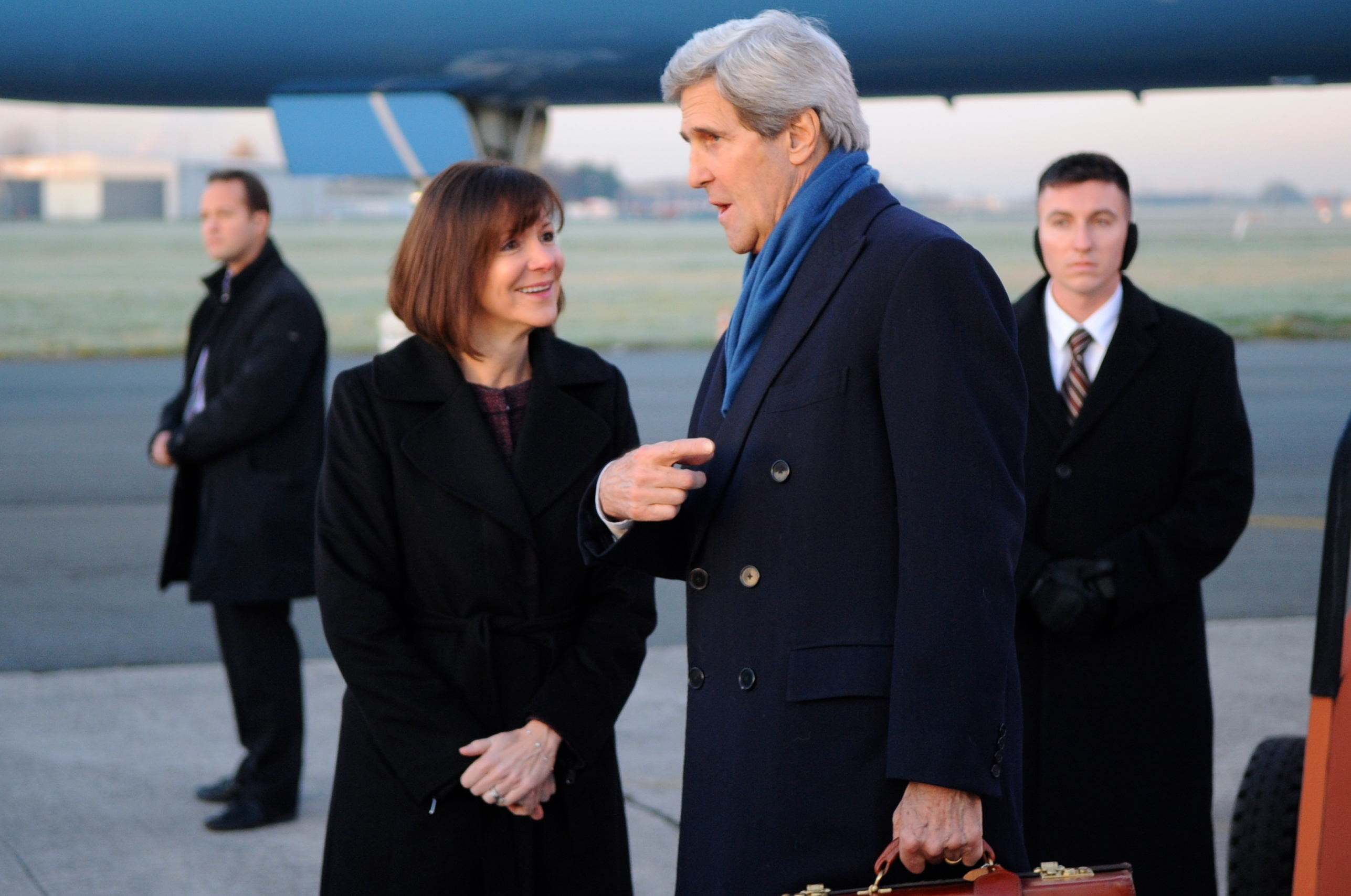
Bauer ontvangt John Kerry op Brussels Airport, december 2013.

Bauer was reeds lang actief bij de Democraten als adviseur en bij het werven van fondsen voor Barack Obama, zowel van 2007 tot 2008 bij de campagne voor zijn eerste termijn, als voor de eerste inauguratie, als van 2011 tot 2012 bij de herverkiezingscampagne. Ze zetelde telkenmale in het nationaal financieel comité en van 2011 tot 2012 ook in Women for Obama. Van 2008 tot 2012 was ze lid van het Democratic National Committee.
Zij werd in België aangesteld als ambassadeur in juni 2013 als vertrouweling van president Barack Obama, als opvolger van de op 23 juli 2013 terugtredende ambassadeur Howard Gutman. Op 20 januari 2017 legde ze haar functie neer om plaats te maken voor een nieuwe ambassadeur die door president Donald Trump benoemd zou worden.